# O Ermitão de Muquém
O Ermitão de Muquém é um romance escrito pelo acadêmico brasileiro Bernardo Guimarães, em 1858 e publicado em 1869 pela Livraria Garnier. O livro é considerado o primeiro romance regionalista sobre o Brasil, e tinha como subtítulo História da Fundação da Romaria de Muquém da Província de Goiás.
A história versa sobre a devoção de um jovem a Nossa Senhora da Abadia, em Muquém as margens do Rio Tocantins. É uma obra narrativa, aonde os usos e costumes do sertão da Região Central do Brasil fazem fundo a história de um crime, a um milagre e a vida de ermitão levada pelo personagem principal.
O livro foi dividido em quatro partes: O crime; Os xavantes; Os rivais; e O ermitão, e foi primeiramente publicado em forma de folhetim no Jornal Constitucional.

“
(…)
O nosso romeiro era natural dessa risonha e pitoresca região onde tem o seu berço o majestoso e opulento Jequitinhonha, que rola suas águas por sobre rubis e diamantes, dessas donosas campinas caprichosamente acidentadas, e cortadas de cristalinos ribeirões, a cujos habitantes o céu entornou no espírito as centelhas do engenho e da inspiração, como alastrou-lhes o solo de brilhantes e preciosas pedrarias. Poderia ter trinta e tantos anos; era de imaginação viva, inteligência clara, e sua linguagem e maneiras revelavam um espírito cultivado e fina educação.(…)”

— O Ermitão de Muquém, Introdução

## Ligações
- «O Ermitão do Muquém, Fundação Biblioteca Nacional (livro completo).» (PDF)